# Gravitas (Asia)
Gravitas is een studioalbum van de Britse muziekgroep Asia. Het is een album opgenomen in de geluidsstudio Liscombe Park Studio te Buckinghamshire. De stem van Wetton werd opgenomen in Aubitt van Rob Aubrey. Gravitas is het eerste album in de originele bezetting waarbij Steve Howe niet meer mee speelde. Hij gaf in de toer van XXX aan met “pensioen” te willen; hij gaf de voorkeur aan zijn werk bij Yes. Uit een aantal musici die audiëntie deed kwam Sam Coulson naar voren als de nieuwe gitarist. Het album werd opgenomen onder de werktitel Valkyrie, terwijl van dat lied slechts de basis voorhanden was.  
De platenhoes is ontworpen door Roger Dean. 

## Musici
- John Wetton – zang, basgitaar, akoestische gitaar
- Sam Coulson – gitaar
- Geoffrey Downes – toetsinstrumenten
- Carl Palmer – slagwerk

Met
- Katinka Kleijn; cello (zij is de cellist van het Chicago Symphony Orchestra) op Gravitas

## Muziek
Alle teksten en muziek afkomstig van Wetton en Downes

| Nr. | Titel                                                                     | Duur |
| --- | ------------------------------------------------------------------------- | ---- |
| 1.  | Valkyrie                                                                  | 5:26 |
| 2.  | Gravitas (A. Lento: B. Gravitas)                                          | 8:00 |
| 3.  | The closer I get to you                                                   | 6:38 |
| 4.  | Nyctophobia                                                               | 5:12 |
| 5.  | Russian dolls                                                             | 5:06 |
| 6.  | Heaven help me now (A. Wings of angels; B.Prelude; C. Hevane help me now) | 5:39 |
| 7.  | I would die for you                                                       | 3:11 |
| 8.  | Joe di Maggio’s Glove                                                     | 4:31 |
| 9.  | Till we meet again                                                        | 4:04 |

Er werd ook een speciale uitgave gefabriceerd met akoestische versies van The closer I get to you, Joe di Maggio’s glove en Russian dolls als bonustracks. Nyctophobia staat voor angst voor het donker. Joe di Maggio’s Glove verwijst naar de honkbalhandschoen van Joe di Maggio.